# EAS (FANATIC◇CRISISのアルバム)
『EAS』（イース）は、FANATIC◇CRISISの通算6枚目のスタジオ・アルバム。2000年9月13日発売。

## 解説
EAS＝ENVISAGE AS SPIRAL。
前作『THE.LOST.INNOCENT』より1年半ぶりのアルバム。フォーライフ・レコードとの契約を更新しなかったため、インディーズからリリース。シングル5作（全6曲）収録。そのうちファンクラブ限定リリースされた「SIDE EVE」「SIDE ADAM」からの収録曲はリミックスされている。『MARBLE』以来3作振りに、器楽曲が収録されなかった。

## 収録曲
全作詞:石月努
全編曲:FANATIC◇CRISIS・神林義弘
1. スパイラルエイジ　[5:16]
  - 作曲:石月努
2. PURPLE & PSYCHIC HONEY (EAS MIX)　[5:06]
  - 作曲:石月努
  - 13thシングル「SIDE EVE」1曲目。
3. 心に花を 心に棘を　[4:27]
  - 作曲:石月努
  - 15thシングル。
4. scratch69　[4:00]
  - 作曲:FANATIC◇CRISIS
5. DEFECT LOVER COMPLEX　[3:52]
  - 作曲:FANATIC◇CRISIS
  - 17thシングル。「Behind」と同時リリース。
6. EAS　[3:22]
  - 作曲:石月努
7. 存在理由と存在意識 (EAS MIX)　[6:00]
  - 作曲:石月努
  - 14thシングル「SIDE ADAM」1曲目。
8. ERASE YOU　[3:27]
  - 作曲:FANATIC◇CRISIS
9. BE YOU (EAS MIX)　[5:07]
  - 作曲:石月努
  - 13thシングル「SIDE EVE」2曲目。
10. Behind　[4:04]
  - 作曲:石月努
  - 16thシングル。「DEFECT LOVER COMPLEX」と同時リリース。
11. 星に願いを
  - 作曲:石月努